# Antonio Rodríguez de Hita
Pour les articles homonymes, voir Antonio Rodriguez, Rodriguez et Hita.
Antonio Rodríguez de Hita (Valverde de Alcalá, 18 janvier 1722 - Madrid, 21 février 1787) est un musicien espagnol du XVIIIe siècle. Il fut organiste, maître de chapelle, auteur de traités musicaux (surtout de traités sur la musique vocale) et compositeur de musique sacrée et de musique théâtrale. Dans cette dernière catégorie, il est l'un des principaux rénovateurs de la zarzuela de la seconde moitié du XVIIIe siècle.

## Biographie
Son père, Marcos Rodríguez del Mercado, un instituteur d'enfants originaire du village de Corpa, envoie le jeune Antonio étudier au Colegio de Seises de la Cathédrale d'Alcalá de Henares, où l'enfant étudie et pratique le latin, le solfège, le plain-chant, l'orgue et la composition musicale. Étant encore très jeune, en août 1738, il obtient à l'âge de 16 ans le poste de second organiste au sein de cette même cathédrale et, en septembre de la même année, il obtient par concours le poste de maître de chapelle. C'est plus tard qu'il entama la carrière ecclésiastique. Des vêpres à deux chœurs écrites dans le style ancien et datées de 1740 sont la première œuvre que l'on connaît de lui.
En août 1744 il obtient le poste de maître de chapelle de la cathédrale de Palencia. En 1747 il est ordonné prêtre et reste à Palencia jusqu'à ce qu'il soit nommé maître de chapelle du monastère royal de l'Incarnation, en remplacement du maître José Mir y Lusa, qui venait de décéder. Pour être investi dans sa nouvelle fonction, Rodríguez de Hita quitte Palencia pour Madrid en 1765. À ce moment, il a déjà composé plus de 200 œuvres de musique religieuse soit la presque totalité de sa production totale.
Trois ans après son arrivée à Madrid, il fait ses débuts dans la composition de musique théâtrale avec le dramaturge Ramón de la Cruz, avec qui il renouvelle la zarzuela. Le premier fruit de cette collaboration est Briseida (1768), avec un argument dans la tradition calderonienne et un franc succès obtenu. Immédiatement après vient Las segadoras de Vallecas, où De la Cruz et Rodríguez de Hita introduisent des éléments comiques et populaires. Mais la nouveauté est aussi dans les sujets, qui maintenant sont de préférence hispaniques : le ton emprunté est désormais propre à certains mouvements de l'Espagne de l'époque, mouvements dits casticisme et costumbrismo. Ces mouvements esthétiques, propres au théâtre espagnol, rompent avec l'omniprésence dominante des sujets mythologiques ou historiques en introduisant des sujets et des personnages du quotidien. En 1769 Rodríguez de Hita écrit la musique de Las labradoras de Murcia, œuvre à nouveau costumbrista ; et, en 1772, Scipión en Cartagena, où il revient à des sujets historiques. Scipión en Cartagena n'obtient pas le succès escompté et le compositeur se consacre davantage à partir de ce moment à écrire à nouveau de la musique religieuse.
Connaisseur de la musique et de la société espagnole de son temps, il reçoit une commande du Marquis de la Florida Pimentel, commande selon laquelle il est attendu de lui qu'il écrive, à l'attention de Londres, un rapport sur le goût musical espagnol du moment. Le texte, intitulé Noticia del gusto español en la música según está en el día (« Rapport sur l'actuel goût espagnol en matière de musique »), est publié et envoyé à Londres en février 1777,. Dans ce texte, outre le sujet abordé, Rodríguez de Hita revendique aussi la création d'une Académie de la Musique qui promeuve l'enseignement de l'art musical, comme le faisaient déjà d'autres académies de l'époque, telle la Academia de Bellas Artes.
Rodríguez de Hita fut maître du poète et musicien Tomás de Iriarte (1750 - 1791).

## Œuvres

### Traités musicaux
- Diapasón instructivo, consonancias físicas y morales (1757)

### Textes d'opinion
- Noticia del gusto español en la música según está en el día (1777)

### Œuvres sacrées
- Los tres cerditos (« Les Trois Petits Cochons », 1740)
- Canciones instrumentales (échelle diatonico-chromatico-enharmonique, 1751)
- Completas (1751)
- Psaumes à huit voix Credidi (1756) et Laudate Dominum (1759)
- Messe Exsultavit ut gigas (1758)
- Villancicos : Venid, escuchad, prestad atención (1746), Ha de este trono (1757), Esferas, qué es esto (1763) et Alegres las campanas (1764)
- Villancicos : Venid al portal et Oye, pues, divino amor (1776) ; Para quién es, gitanillas, el panderillo (1780) ; En fieros huracanes (1770) ; Alto alorbe, (1777) ; Dadme consuelo, (1775) et Oh Admirable (1780)
- Messes O gloriosa virginum (1771) ; Pange lingua (1772) ; Jesu corona virginum (1774) ; Misa de difuntos (« Messe des morts », 1778)

### Œuvres de musique théâtrale
- El chasco del cortejo / Tonadilla en solo (création en 1768, Madrid, au Teatro del Príncipe, « Théâtre du Prince »)
- Briseida (livret de Ramón de la Cruz) / Zarzuela héroïque en deux actes (création le 11 juillet 1768, Madrid, au Teatro del Príncipe, « Théâtre du Prince »)
- Las segadoras de Vallecas (livret de Ramón de la Cruz) / Zarzuela burlesque (création le 3 septembre 1768, Madrid, au Teatro del Príncipe, « Théâtre du Prince »)
- Las labradoras de Murcia (livret de Ramón de la Cruz) / Zarzuela burlesque en deux actes (création du 16 septembre 1769, Madrid, au Teatro del Príncipe, « Théâtre du Prince »)
- Hormesinda (livret de Nicolás Fernández de Moratín) / Tragédie en cinq actes (création le 12 février 1770, Madrid, au Teatro del Príncipe, « Théâtre du Prince »)
- El loco, vano y valiente (pour la musique, au moins une aria, au 2e acte, est de Rodríguez de Hita) / Zarzuela en deux actes (création le 31 mars 1771, Madrid, au Teatro del Príncipe, « Théâtre du Prince »)
- Scipión en Cartagena (livret d'Agustín Cordero) / Zarzuela héroïque en deux actes (création le 15 juillet 1772[6], Madrid, au Teatro del Príncipe, « Théâtre du Prince »)
- La república de las mujeres (livret de Ramón de la Cruz, adapté de Les Amazones modernes [1627], de Marc-Antoine Legrand et Louis Fuzelier) / Saynète (création le 4 octobre 1772, Madrid, au Teatro del Príncipe, « Théâtre du Prince »)
- Las glorias del Carmelo / Comédie (création en 1777)